# Il fardello dell'uomo bianco
Il fardello dell'uomo bianco (titolo originale inglese The White Man's Burden) è una celebre poesia di Rudyard Kipling. 

## Pubblicazione
Fu pubblicata per la prima volta nel 1899 dalla rivista McClure's, con il sottotitolo The United States and the Philippine Islands ("gli Stati Uniti e le Filippine"); infatti, essa si riferiva soprattutto alle guerre di conquista intraprese dagli Stati Uniti nei confronti delle Filippine e di altre ex-colonie spagnole. 

## Significato storico
In seguito, la poesia, che Kipling vedeva più come un incitamento, per l'uomo europeo, a sacrificare anche la propria vita alla causa positiva della civilizzazione del mondo "barbaro" (sull'esempio di missionari come David Livingstone; per Kipling il fardello dell'uomo bianco non è un privilegio, ma "fatica di servo e di spazzino"), venne letta invece come una sorta di manifesto del colonialismo e dell'imperialismo, e "il fardello dell'uomo bianco" divenne un modo molto diffuso per riferirsi alla necessità di civilizzare i paesi estranei alla tradizione europea, anche forzatamente. 
Take up the White Man's burden —

Send forth the best ye breed —

Go bind your sons to exile

To serve your captives' need;

To wait in heavy harness,

On fluttered folk and wild —

Your new-caught, sullen peoples,

Half-devil and half-child.

Take up the White Man's burden —

In patience to abide,

To veil the threat of terror

And check the show of pride;

By open speech and simple,

An hundred times made plain

To seek another's profit,

And work another's gain.

Take up the White Man's burden —

The savage wars of peace —

Fill full the mouth of Famine

And bid the sickness cease;

And when your goal is nearest

The end for others sought,

Watch sloth and heathen Folly

Bring all your hopes to nought.

Take up the White Man's burden —

No tawdry rule of kings,

But toil of serf and sweeper —

The tale of common things.

The ports ye shall not enter,

The roads ye shall not tread,

Go make them with your living,

And mark them with your dead.

Take up the White Man's burden —

And reap his old reward:

The blame of those ye better,

The hate of those ye guard —

The cry of hosts ye humour

(Ah, slowly!) toward the light: —

"Why brought he us from bondage,

Our loved Egyptian night?"

Take up the White Man's burden —

Ye dare not stoop to less —

Nor call too loud on Freedom

To cloak your weariness;

By all ye cry or whisper,

By all ye leave or do,

The silent, sullen peoples

Shall weigh your gods and you.

Take up the White Man's burden —

Have done with childish days —

The lightly profferred laurel,

The easy, ungrudged praise.

Comes now, to search your manhood

Through all the thankless years

Cold, edged with dear-bought wisdom,

The judgment of your peers! 
Raccogli il fardello dell’Uomo Bianco–

Disperdi il fiore della tua progenie–

Obbliga i tuoi figli all’esilio

Per assolvere le necessità dei tuoi prigionieri;

Per vegliare pesantemente bardati

Su gente inquieta e selvaggia–

Popoli da poco sottomessi, riottosi,

Metà demoni e metà bambini.

Raccogli il fardello dell’Uomo Bianco–

Resistere con pazienza,

Celare la minaccia del terrore

E frenare l’esibizione dell’orgoglio;

In parole semplici e chiare,

Cento volte rese evidenti,

Cercare l’altrui vantaggio,

E produrre l’altrui guadagno.

Raccogli il fardello dell’Uomo Bianco–

Le barbare guerre della pace–

Riempi la bocca della Carestia

E fa’ cessare la malattia;

E quando più la mèta è vicina,

Il fine per altri perseguito,

Osserva l’Ignavia e la Follia pagana

Annientare la tua speranza.

Raccogli il fardello dell’Uomo Bianco–

Non sgargiante governo di re,

Ma fatica di servo e di spazzino–

La storia delle cose comuni.

I porti in cui non entrerai

Le strade che non percorrerai

Le costruirai con i tuoi vivi,

E le contrassegnerai con i tuoi morti.

Raccogli il fardello dell’Uomo Bianco-

E ricevi la sua antica ricompensa:

Il biasimo di coloro che fai progredire,

L’odio di coloro su cui vigili–

Il pianto delle moltitudini che indirizzi

(Ah, lentamente!) verso la luce:

"Perché ci ha strappato alla schiavitù,

La nostra dolce notte Egiziana?"

Raccogli il fardello dell’Uomo Bianco

Non osare piegarti a un compito inferiore–

E non invocare troppo forte la Libertà

Per nascondere la tua stanchezza;

Che tu gridi o sussurri,

Che tu agisca oppure no,

I popoli silenziosi, astiosi

Soppeseranno te e i tuoi Dei.

Raccogli il fardello dell’Uomo Bianco–

Dimentica i giorni dell’infanzia–

L’alloro offerto con leggerezza

L'encomio facile, concesso di buon grado.

Viene ora a esaminarti, nell’età adulta,

Per tutti gli anni ingrati,

Freddo, affilato da saggezza costata cara,

Il giudizio dei tuoi pari!
(Rudyard Kipling, Raccogli il fardello dell'uomo bianco)